# 聖霍爾赫 (奧科特佩克省)
聖霍爾赫（西班牙語：San Jorge），是洪都拉斯的城鎮，位於該國西部，由奧科特佩克省負責管轄，始建於1887年，面積61.03平方公里，海拔高度897米，2001年人口3,915，人口密度每平方公里64.15人。
14°39′0″N 89°8′0″W / 14.65000°N 89.13333°W